# Kytorhynchus oculatus
Kytorhynchus oculatus is een platworm (Platyhelminthes). De worm is tweeslachtig. De soort leeft in het zoute water.
Het geslacht Kytorhynchus, waarin de platworm wordt geplaatst, wordt tot de familie Kytorhynchidae gerekend. De wetenschappelijke naam van de soort werd voor het eerst geldig gepubliceerd in 1974 door Rieger.